# Oplaznik
Oplaznik is een plaats in de gemeente Marija Gorica in de Kroatische provincie Zagreb. De plaats telt 53 inwoners (2001).